# Amtorg

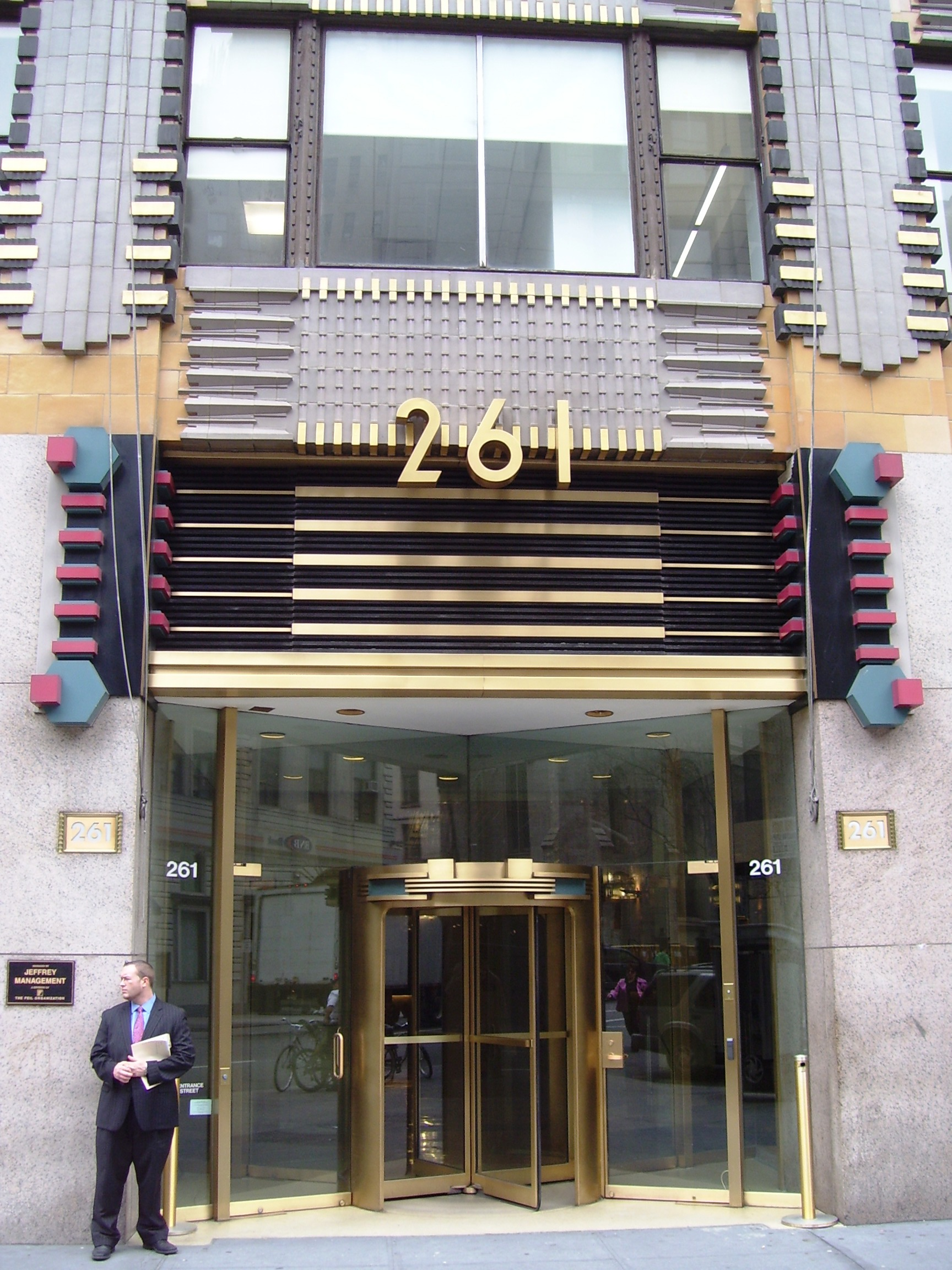
Wejście do b. siedziby przedsiębiorstwa Amtorg przy Fifth Avenue w Nowym Jorku (1929-1941)

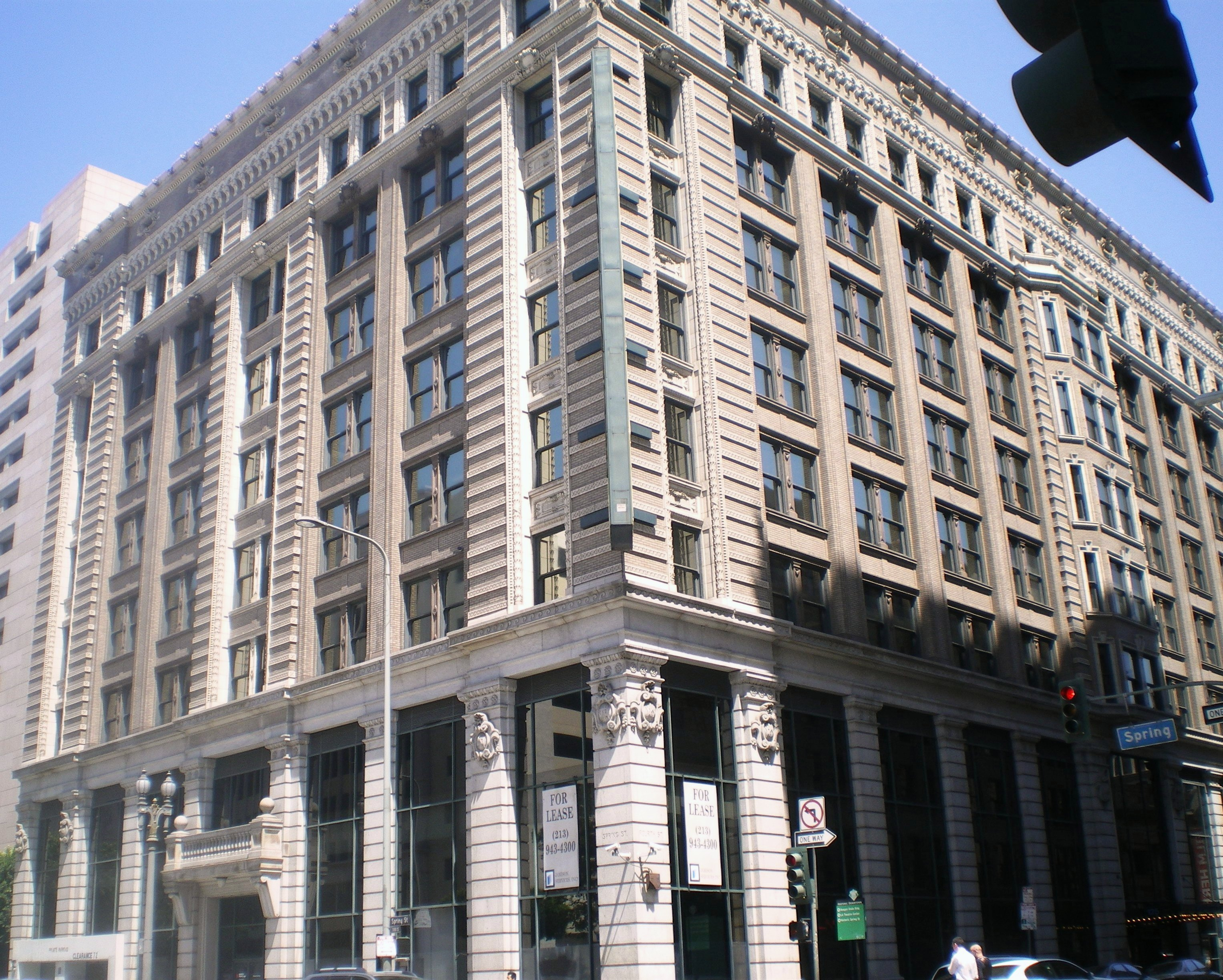
Hellman Building w którym mieściło się przedstawicielstwo Amtorg’a w Los Angeles

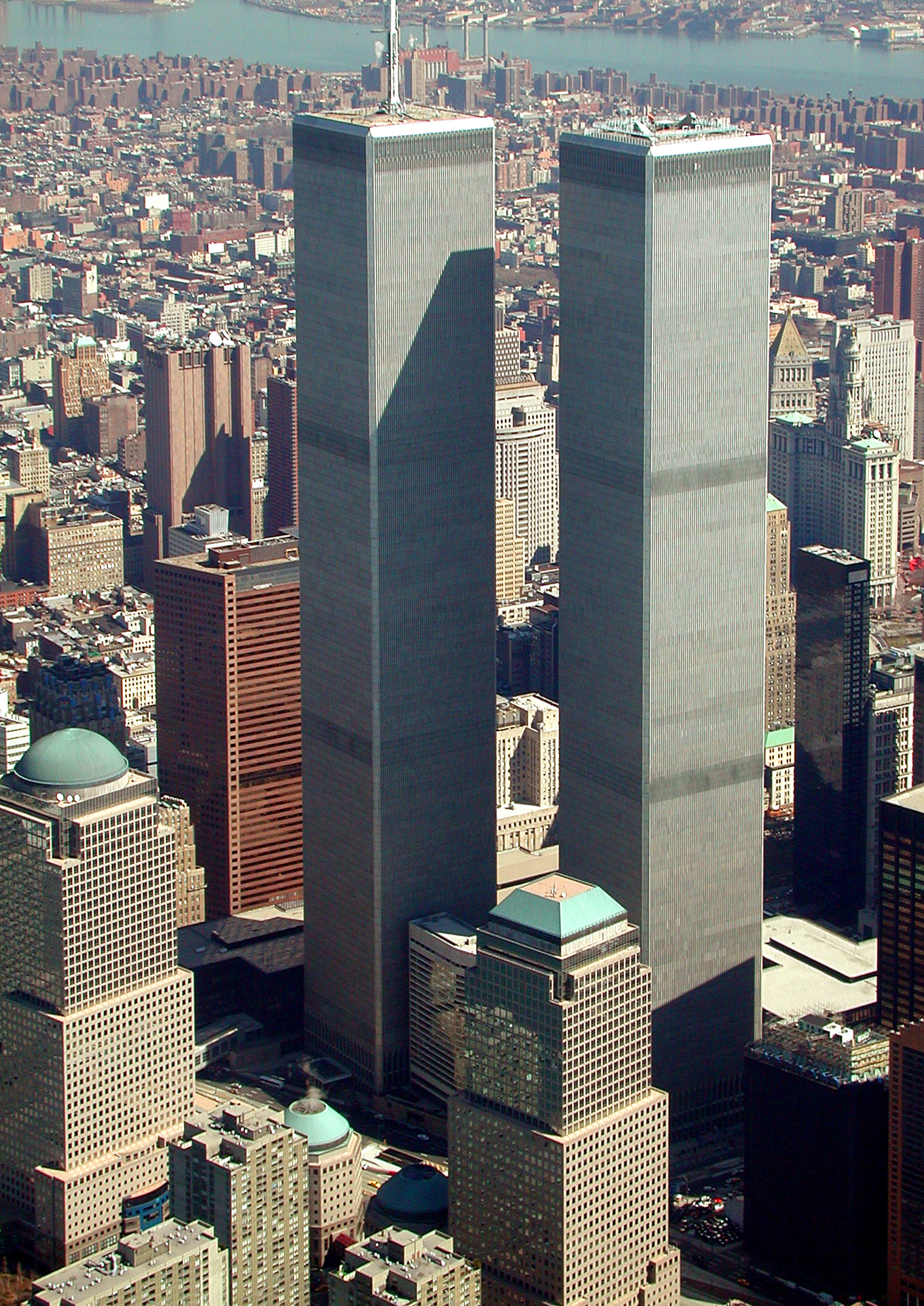
Amtorg utrzymywał również biuro w nowojorskim WTC

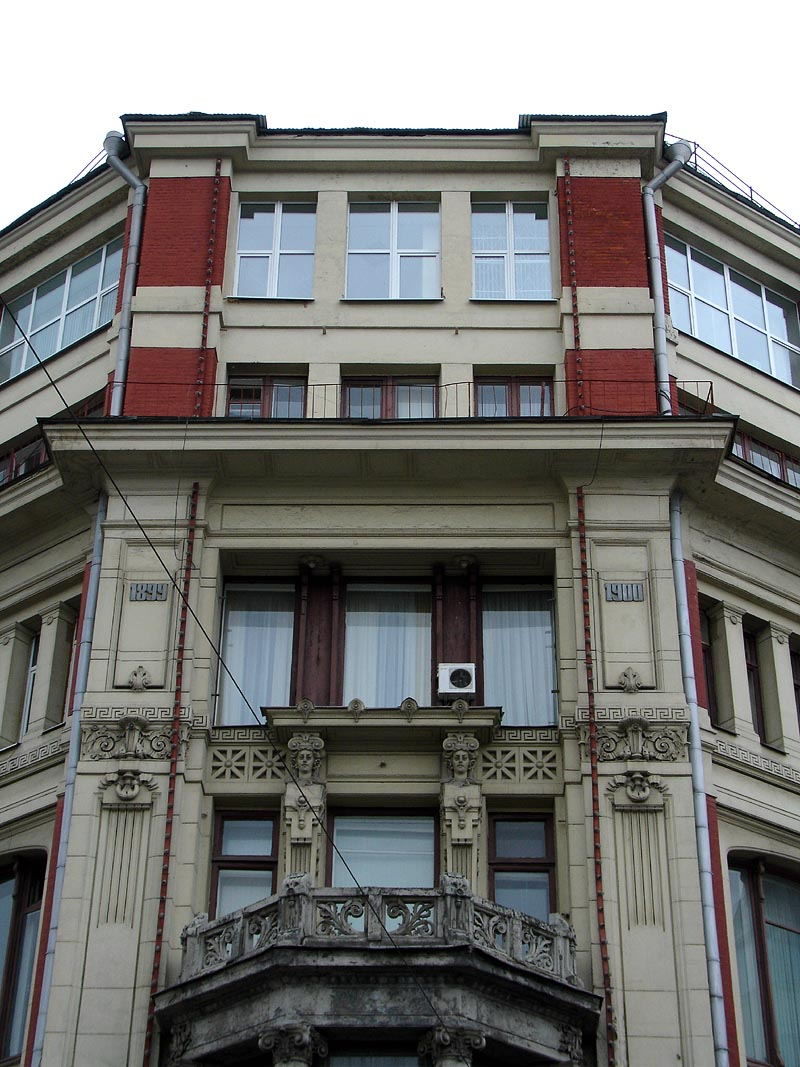
b. siedziba przedstawicielstwa przedsiębiorstwa Amtorg w Moskwie w b. Domu Towarowym A.S. Homjakowa przy ul. Pietrowka

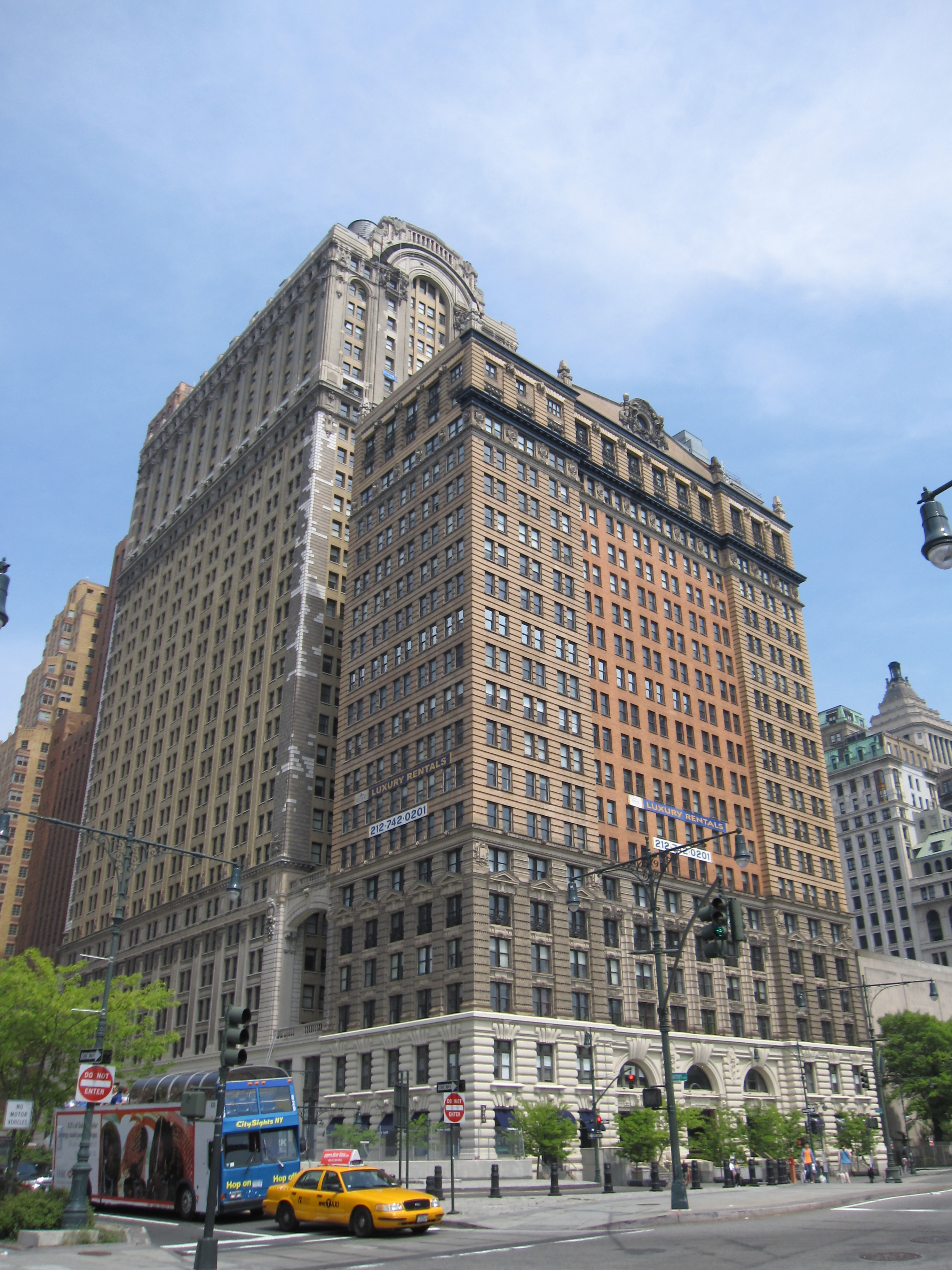
Whitehall Building, b. siedziba przedsiębiorstwa Centrosojuz-America Inc. w Nowym Jorku

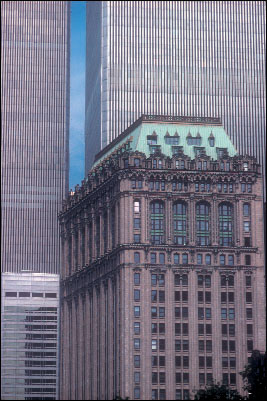
90 West Street, b. siedziba przedsiębiorstwa Selskosojuz Inc. w Nowym Jorku

Amtorg Trading Corporation (Амторг) – działająca na rynku amerykańskim od 1924 radziecka spółka handlowa z siedzibą w Nowym Jorku.

## Historia
Została powołana w wyniku zawartego porozumienia Lenina z Armandem Hammerem 27 maja 1924 w stanie Nowy Jork przez połączenie dwóch przedsiębiorstw – utworzonego w 1919 Products Exchange Corporation oraz utworzonego w 1923 Arcos-America Inc. Formalnie właścicielem spółki ze strony radzieckiej był Ludowy Komisariat Handlu Zagranicznego (Народный комиссариат внешней торговли СССР). Alternatywnie rozważano też nadanie innych nazw podmiotowi – Towarzystwa Handlowego Związku Republik Radzieckich TOSSOR (Торговое общество Союза Советских Республик) lub Radziecko-Amerykańskiego Towarzystwa Handlu SATOR (Советско-Американское торговое общество). Amtorg pełnił funkcję pośrednika, brokera w operacjach eksportowo-importowych radzieckich central handlu zagranicznego i bezpośrednio wielu innych podmiotów gospodarczych z partnerami amerykańskimi. Nigdy nie zawierał umów we własnym imieniu.
Przedsiębiorstwo było założone jako spółka akcyjna zgodnie z prawem handlowym stanu Nowy Jork z udziałem kapitału radzieckiego w kwocie 1 mln dolarów, podniesionego później do wysokości 3 mln. Głównymi posiadaczami akcji były – Bank Handlu Zagranicznego ZSRR Wniesztorgbank (Внешторгбанк) i Centralny Związek Spółdzielni Konsumenckich Centrosojuz (Центросоюз). Poza organizowaniem handlu zagranicznego, Amtorg służył za przykrycie dla agentów Razwiedupru/GRU, OGPU i Kominternu. Działalność Amtorgu była szczególnie ważna w latach poprzedzających uznanie ZSRR przez USA, gdy w 1933 w trakcie prezydentury Franklina Roosevelta otwarto w Waszyngtonie radzieckie poselstwo. De facto Amtorg do tego czasu pełnił funkcję półoficjalnego przedstawicielstwa ZSRR.
Amtorg w 1924 składał się z 6 oddziałów: administracyjnego, eksportu, importu, rolnego, finansowego i ekonomicznego. Organizacja zatrudniała do 500 pracowników, w większości Żydów, z których część nie znała języka rosyjskiego.
W latach 30., w latach Wielkiego Kryzysu, Amtorg prowadził usługi pośrednictwa w zatrudnieniu pracowników amerykańskich na terenie ZSRR. „Tylko w ciągu ośmiu miesięcy 1931 r. Amtorg przyjął 100 tys. podań od zdesperowanych Amerykanów.”.
Choć w okresie II wojny światowej Amtorg był aktywny w realizacji programu lend-lease, w latach 1942–1945 głównym organem koordynacji i nadzoru w tym zakresie ze strony radzieckiej była Radziecka Komisja Zamówień Rządowych w Stanach Zjednoczonych (Советская Правительственная Закупочная Комиссия, Soviet Government Purchasing Commission) z siedzibą w Waszyngtonie. Członkami Komisji byli też prezesi Amtorgu. Nowojorski oddział Komisji mieścił się w siedzibie Amtorgu.
Dwukrotnie siedziba Amtorgu była celem ataków bombowych, w 1971 i ponownie w 1976, przez terrorystów określających się jako „Jewish Armed Resistance” (Żydowski Opór Zbrojny).
Przedsiębiorstwo jest nieaktywne przez ogłoszenie odwołania zarządu z 24 czerwca 1998.
W Europie podobne radzieckie spółki handlowe to m.in. Arcos Ltd. z siedzibą w Londynie, Russgertorg w Berlinie i Sowpoltorg w Moskwie i Warszawie.

## Jużamtorg
Pod koniec 1927 spółka założyła swój południowoamerykański oddział, formalnie spółkę-córkę – Towarzystwo Handlu i Eksportu Jużamtorg S.A. (Compañía de Comercio y Exportación, Южaмторг) z siedzibą w Buenos Aires w Avenida de Mayo 650, o kapitale 1.500.000 peso argentyńskich wraz z przedstawicielstwami w Montevideo, Asunción, Rio Grande i w Valparaíso. W 1931 policja argentyńska dokonała przeszukania pomieszczeń oddziału, który w 1932 przeniósł swoją działalność do Montevideo. Prezesem spółki był Borys Krajewski (1888-1938).

## Media
Arcos wraz z Amerykańsko-Rosyjską Izbą Handlową (American-Russian Chamber of Commerce, Американо-Российская Торгово-Промышленная Палатa) wydawało/wydało cały szereg publikacji:
- mies. „Economic Review of the Soviet Union”, w jęz. ang.
- mies. „American Engineering and Industry”, w jęz. ros.
- „Catalog of American Industry and Trade”
- „Economic Handbook of the Soviet Union”, 1931, przekształcony następnie w „The Handbook of the Soviet Union”, oficjalnie firmowany przez Amerykańsko-Rosyjską Izbę Handlową.

## Przewodniczący/Prezesi
- 1924-1925 – Isaj Churgin (Исай Яковлевич Хургин, Isaiah J. Hoorgin)
- 1925 – Efraim Sklanski (Эфраим Маркович Скля́нский, Ephraim Sklyansky)
- 1925-1928 – Aleksiej Prigarin (Алексей Васильевич Пригарин)
- 1928-1930 – Saul Bron (Брон Саул Григорьевич)
- 1930-1934 – Piotr Bogdanow (Петр Алексеевич Богданов, Pyotr Bogdanov)
- 1934-1936 – Iwan Bojew (Иван Васильевич Боев, Ivan Vasilyevich Boev)
- 1936-1938 – Dawid Rozow (Давид Григорьевич Розов, David Rozov)
- 1939-1944 – prof. Konstantin Łukaszew (Константи́н Игна́тьевич Лукашёв, Konstantin Lukashev)
- 1944-1948 – Michaił Maksimowicz Gusew (Михаил Максимович Гусев, M. Gusev)
- 1948-1949 – Aleksiej Zacharow (Алексей Захаров)
- 1949-1952 – stanowisko nieobsadzone
- 1958-1959 – Nikołaj Smielakow (Николай Николаевич Смеляков, Nikolai Smielakov)
- 1963-1967 - Sergej Malow (Сергей Сергеевич Малов)
- 1967-1972 – Włas Niczkow (Влас Никифорович Ничков, Vlas N. Nichkov)
- 1973-1975 – Władimir Bessmertny (Владимир Бессмертный, Vladimir Bessmertny)[9]
- 1979-1981 – Jurij A. Kislenko (Юрий A. Kисленко, Yuri Kislenko)[10][11]
- 1983-1985 – Jurij Szczerbina (Юрий Щербина, Yuriy Shcherbina)
- 1985-1993 – Jurij Maszkin (Ю. М. Машкин)

## Siedziba
Amtorg miał siedzibę w Nowym Jorku na Broadwayu 165 (do 1929), przy Fifth Ave 261 (1929-1941), Madison Ave 210 (1943), Lexington Ave 355 (1962-1976), zaś przed zawieszeniem działalności mieścił się w kompleksie biurowców z 1958 przy Third Ave. 750 (1980-1985). Amtorg utrzymywał też biura w nowojorskim Centrum Światowego Handlu (1975). W 1940 spółka posiadała szereg przedstawicielstw, m.in. w Detroit, Los Angeles (w Hellman Bldg. na rogu ulic Czwartej i Spring), San Francisco (w Newhall Bldg. przy California St 261), Pittsburghu, Camden. Do 1932 również w Chicago. Inne źródła wymieniają też Seattle.
W Moskwie funkcjonowało generalne przedstawicielstwo Amtorga – Sovamtorg (Совамторг), początkowo (1927) w Domu Towarowym A.S. Homjakowa (Торговый дом А. С. Хомякова) przy ul. Pietrowka (ул. Петровка) 3/6, później przy pl. Radzieckim 1 (Советская площадь, Sowietskaja Pł.), obecnie pl. Twerski (Тверская площадь), które też miało oddziały w Leningradzie, Charkowie i Tyflisie.

## Pozostałe spółki radzieckie w Stanach Zjednoczonych
W okresie międzywojennym działało w Stanach też szereg innych przedsiębiorstw:
- All-Russian Textile Syndicate (Всесоюзный Текстильный Синдикат – Текстильсиндикат), Nowy Jork, 39 Broadway, reprezentujący radziecki Wszechzwiązkowy Syndykat Tekstylny (Soviet All-Union Textile Syndicate), importujący amerykańską bawełnę (utw. 1923),
- Centrosojuz-America Inc. (Центросоюз), Nowy Jork, 136 Liberty St. (1925)[15]), 17 Battery Place, Whitehall Building, reprezentujący radziecki Związek Spółdzielni Konsumenckich (Union of Consumers’ Cooperatives of the U.S.S.R.),
- Selskosojuz Inc. (Сельскосоюз), Nowy Jork, 90 West St., reprezentujący radziecki Związek Spółdzielni Rolniczych,
- Am-Derutra Transport Corporation (Ам-Дерутра), Nowy Jork, 261 Fifth Avenue (1932-)[16], reprezentująca radzieckich armatorów,
- Intourist Inc. (Интурист), Nowy Jork, 545 Fifth Ave. (1930-),
- Amkino Corporation (Амкино), Nowy Jork, 723 Seventh Ave. (1926-1940),[17]
- Soviet Photo Agency, Nowy Jork, 723 Seventh Ave. (1932-),
- Moscow Narodny Bank – Mosnarbank (Московский народный банк), Nowy Jork, 309 Broadway (1916–1920, 1926–1934/35),
- Torgsin (Торгсин), Nowy Jork, 261 Fifth Ave. (1932[16]-1935), oddział wszechzwiązkowej firmy handlu z obcokrajowcami, odpowiednik polskiego Pewexu,
- Bookniga Inc. (Букнига), Nowy Jork, 255 Fifth Ave. (1938-1940)[18],
- Soviet American Securities Corp., Nowy Jork, 30 Broad St. (1933[19]-1935[20]).

## American-Russian Chamber of Commerce
W 1916 powstała Amerykańsko-Rosyjska Izba Handlowa (American-Russian Chamber of Commerce, Американо-Русская торговая палата) z siedzibą przy Broadway 60, następnie działając pod adresem Amtorgu. Od 1927 utrzymywała też przedstawicielstwo w Moskwie.